# Škoda 3Tr
Škoda 3Tr — тролейбус, що виготовлявся на заводі Škoda (у період війни назва заводу Reichswerke-Hermann-Göring A.G) у період 1941–1948 рр. Технічно подібний до попередника — Škoda 2Tr. 
Третій тип тролейбуса Škoda 3Tr був побудований у 1941 році. Шість машин цієї серії відправили в Плзень, де на той час спорудили 5-кілометровий маршрут. Ці машини відкривали тролейбусний рух в місті Пльзень. 

## Конструкція

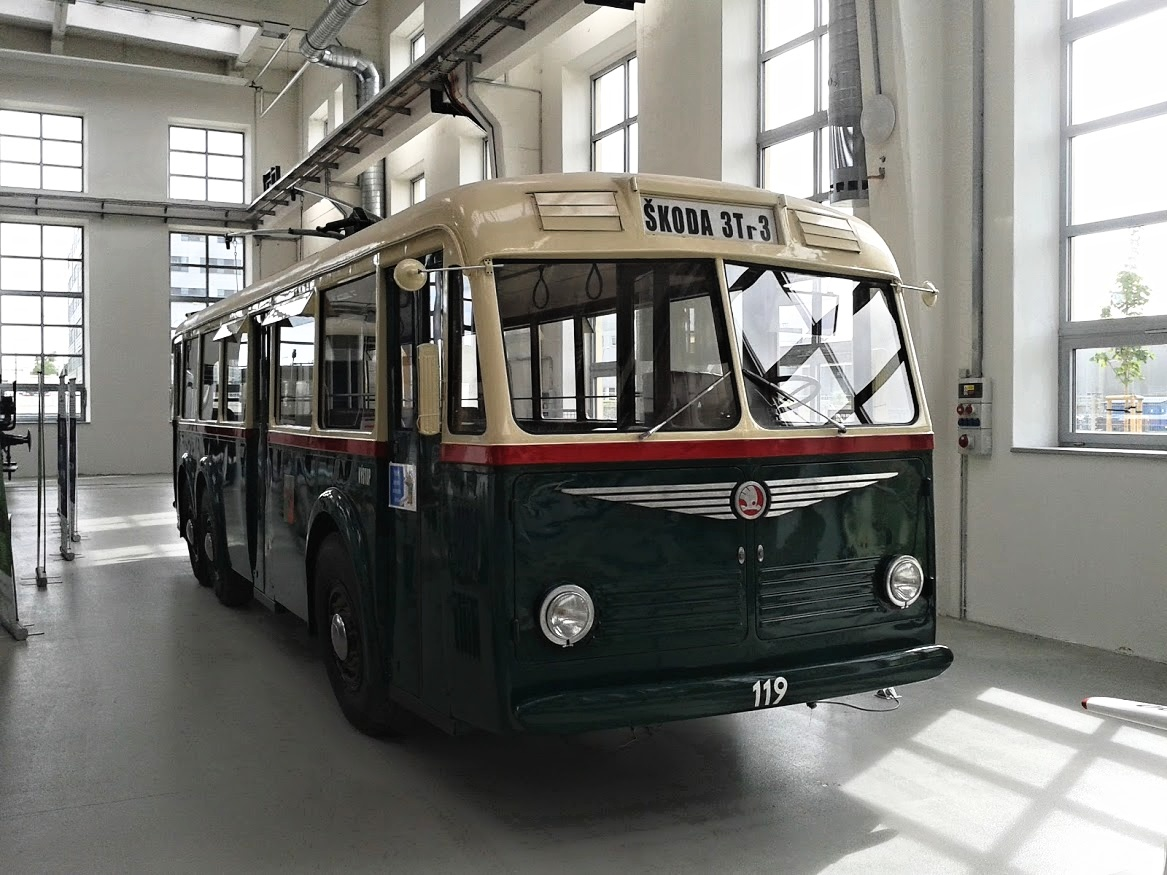
Реконструйований тролейбус Škoda 3Tr у 2014 році

Тролейбус був тривісний із заднім ведучим мостом. Кузов машини металевий. З правого боку були дві (1 і 2 серія) або три (3 серія) пари складчастих дверей. Інтер'єр тролейбуса був обладнаний повздовжними лавками для пасажирів. Був обладнаний двома двигунами, що знаходились під кузовом. Škoda 3Tr зробили з двома 2-стулковими дверима, серія Škoda 3Tr3 мала овальну задню стінку, обтічний кузов і три службових двері.

## Експлуатація
Всього було виготовлено 34 такі машини, які використовувались у Плзені. Тролейбуси № 101 і № 119 працювали на лініях до 1967 року, а від червня 2012 року — в експозиції Плзенського музею Техманія.